# 夢で逢えるのに〜Sometimes I Cry〜
「夢で逢えるのに〜Sometimes I Cry〜」は、日本のダンス＆ボーカルユニットw-inds.の33枚目のシングル。2014年6月11日に FLIGHT MASTERより発売。

## 概要
- 強烈なファルセットが印象的なエリック・ベネイ「Sometimes I Cry（英語版）」を日本人として初めてカヴァー。
- エリック・ベネイを敬愛する橘慶太のソロプロジェクト"KEITA"のツアーで「Sometimes I Cry」を披露したところ、天井を突き抜けるようなファルセットが反響を呼び、その後音源化の要望が多数寄せられ、リリースに至った[1]。

## 収録曲
1. 夢で逢えるのに〜Sometimes I Cry〜
  - Words：Eric Benet Jordan, George T.Jr.Nash（日本語詞：Satomi） / Music：Eric Benet Jordan, George T.Jr.Nash
2. Turned Up
  - Words：Ryosuke Imai / Music：Davion Farris, Ryosuke Imai
3. Together Now
  - Words：Matt Cab, DAISUKE for ONEPEACE INC.
4. Say so long
  - Words：Shoko Fujibayashi / Music：Albi Albertsson, Jeff Miyahara, Corach & Sendo